# سیلیوم
سیلیوم (انگلیسی: Scillium) شهری باستانی در استان رومی آفریکا (استان روم) است، سیلیوم را نباید با Silli یا Sililli در نومیدیا اشتباه گرفت که وضعیت آن ناشناخته است و همان‌طور نباید با «باتاندیر» اشتباه کرد. سیلیوم یکی از مکان‌های بیزانس شناخته شده‌است. سریر اسقف آن یکی از اسقف‌یار و مقر کارتاژ مرکز استان بود.